# Mr.レディMr.マダム (映画)
『Mr.レディMr.マダム』（ミスターレディミスターマダム、La Cage aux Folles）は、1978年のフランス・イタリア合作のコメディ映画。監督はエドゥアール・モリナロ、出演はウーゴ・トニャッツィとミシェル・セローなど。ジャン・ポワレ原作の舞台劇『ラ・カージュ・オ・フォール』を映画化したもので、ポワレ自身が脚色に加わっている。
続編として『Mr.レディMr.マダム2』（1980年）と『Mr.レディMr.マダム3 ウエディングベル』（1985年）が作られた。また本作のハリウッド・リメイクとして『バードケージ』（1996年）がある。

## ストーリー
フランスのサントロペにあるナイトクラブ「ラ・カージュ・オ・フォール」のオーナー・レナートと、店の花形にしてアーマンドの長年のパートナー、ザザことアルバン。レナートには、20年前に運命のいたずらで授かった息子ローランがおり、アルバンも母親代わりとなって彼を育ててきた。ある日レナートは、大学から久々の帰省してきたローランから同級生アンドレアとの婚約を報告される。喜ぶレナートだったが、アンドレアの父親は不道徳を許さない保守派の政治家というから大変。こんな生活を見られては台無しと、レナートたちは普通の家族を演じるべく準備にとりかかる。

## キャスト
※声優はテレビ初放映時(1981年 テレビ朝日『日曜洋画劇場』)のキャスト。
レナート・バルディ
演 - ウーゴ・トニャッツィ、声 - 黒沢良
主人公でナイトクラブ経営者。
アルバン・ムージェット（ザザ・ナポリ）
演 - ミシェル・セロー、声 - 金田龍之介
もう一人の主人公でクラブの看板スター。レナートの「妻」。
ちなみに吹き替えを務めた金田もセロー同様に日本版舞台の初演で同役を務めた。
シモーヌ・デブロン
演 - クレール・モーリエ、声 - 来宮良子
レナートの息子であるローランの実母。
ローラン・バルディ
演 - レミ・ローラン、声 - 塩屋翼
レナートとシモーヌの間に生まれた息子。アルバンに育てられる。
ルイーゼ・シャリエ
演 - カルメン・スカルピッタ、声 - 沢田敏子
アンドレアの母でシモンの妻。ゲイが嫌い。
ジャコブ
演 - ベニー・リュケ、声 - 屋良有作
レナートとアルバンの世話をしているオカマの黒人メイド。
アンドレア・シャリエ
演 - ルイーザ・マネリ、声 - 佐々木るん
ローランの婚約者。
シモン・シャリエ
演 - ミシェル・ガラブリュ、声 - 富田耕生
保守政党の政治家。アンドレアの父。ゲイが嫌い。

## 作品の評価

### 映画批評家によるレビュー
Rotten Tomatoesによれば、21件の評論のうち高評価は95%にあたる20件で、平均点は10点満点中7.8点、批評家の一致した見解は「『Mr.レディMr.マダム』はフランス・イタリア合作の上質な笑劇で、きらびやかで魅力的なキャラクターと深い笑いがある。」となっている。

### 受賞歴
第37回ゴールデングローブ賞において外国語映画賞、第4回セザール賞において最優秀男優賞（ミシェル・セロー）を受賞した。
第52回アカデミー賞において、監督賞（エドゥアール・モリナロ）、脚色賞（フランシス・ヴェベール他）、衣裳デザイン賞（ピエロ・トージ、アンブラ・ダノン）の3部門でノミネートされた（いずれも受賞はならず）。